# کلینتون انجیه
کلینتون انجیه (انگلیسی: Clinton N'Jie؛ زادهٔ ۱۵ اوت ۱۹۹۳) بازیکن فوتبال اهل فرانسه است.
از باشگاه‌هایی که در آن بازی کرده‌است می‌توان به باشگاه فوتبال المپیک لیون و باشگاه فوتبال تاتنهام هاتسپر اشاره کرد.
وی همچنین در تیم ملی فوتبال کامرون بازی کرده‌است.